# Кельн
Кельн (нім. Köln) — місто в Німеччині, у федеральній землі Північний Рейн-Вестфалія. Четверте за кількістю населення місто країни після Берліна, Гамбурга і Мюнхена; третє найбільше за площею. Найбільше місто федеральної землі. Заснований в I ст. н. е. як римська колонія. У 953–1803 рр. було столицею самоврядного Кельнського архієпископства (курфюства) в складі Священної Римської імперії. Сильно постраждало внаслідок бомбардувань під час Другої світової війни (1940—1945). Відоме своєю культурною та архітектурною спадщиною (Кельнський собор, Кельнський університет), а також подіями міжнародного значення, що відбувалися в місті.

## Назва
- Кельн (нім. Köln МФА: [kœln] ( прослухати)) — сучасна німецька назва, узгоджена з настановою чинного українського правопису передавати ö, œ, oe українським е.
- Кьо́льн — альтернативна назва[13]; суперечить чинній настанові правопису.
- Коло́нія (лат. Colonia) — латинська назва міста.
- Коло́н (фр. і англ. Cologne) — назва міст у ряді європейських мов.

## Історія

### Античність
На цій території тривалий час мешкало кельтське плем'я ебуронів. Останні виступили у 53 році до н. е. проти римлян на чолі із Гаєм Юлієм Цезарем, але зазнали поразки. Вслід за цим Цезар поселив у цій місцині союзне германське плем'я убіїв.
Кельн одне з найстаріших міст Німеччини. Спочатку називався Oppidum Ubiorum. З часом отримав назву «Колонія Агрипіна» від імені народженої тут правнуки імператора Авґуста — Агрипіни молодшої (лат. Colonia Agrippina, повністю - Colonia Claudia Ara Agrippinensium).
У 20 або 19 році до н. е. Марк Віпсаній Агріппа дозволив убіям пересилитися на Лівобережжя Рейну. Агріппа дозволив їм влаштуватися в Кельнській бухті. Це зміцнило позиції римлян на Рейні. Поселення убіїв організували в самоврядну громаду античного типу — civitas Ubiorum (Цивітас Убіорум), що було неподалік від військового табору. З останнього Друз та Тиберій у 16-13 роках до н. е.
Близько 7-10 років н. е. усі поселення перетворилися на єдине поселення з чітким плануванням. За формою являло собою неправильний, відповідно до контуру височини, чотирикутник, що мав площу близько 1 км2. Дві осі, які перетиналися під кутом 90°, досі лежать в основі найжвавіших кельнських вулиць — Hohe Straße (античне — Cardo maximus) і Schildergasse (античне — Decumanus maximus). Відповідно, всю територію римські архітектори розбили на прямокутники мережею широких вулиць. В результаті утворилося 70 інсул-кварталів (insulae) з боками близько 100 м. Значну їх частку, між валом, що тягнувся паралельно Рейну, і Cardo maximus, було відведено для громадських будівель. Там згодом розмістилися адміністративні будівлі, зокрема ставка військового командування (преторій), форум і храми. Важливою спорудою був Вівтар убіїв (ara Ubiorum), що згідно Тациту, до 15 року набув загальногерманського значення.
50 року за наказом імператора Клавдія Кельн отримав статус міста італійського права. Тоді ж було змінено його назву на Colonia Claudia Ara Agrippinensium. Набуття нового статусу відбулося з ініціативи Агрипіни Молодшої, дружини імператора Клавдія, яка вирішила таким чином вшанувати місце свого народження. Сюди було переведено ветеранів як колоністів. У 69-70 та 88 роках місто було центром повстань і змов проти імператорської влади в Римі. 85 року за рішення імператора Доміціана стає головним містом провінції Нижня Германія (provinciae caput). 96 року саме в Колонії Агрипіна було оголошено імператором Траяна.
У повсякденній мові вживалися коротші назви міста — Colonia Agrippinensium, Claudia Ara або просто Ara. З середини III в. використовується також найменування civitas Agrippinensium, Colonia Claudia Agrippina і Colonia Agrippina. Остання назва в літературних пам'ятках IV ст. зустрічається поряд з Claudia Agrippina або просто Agrippina. Мешканці називали себе Agrippinenses — агрипінці. У період занепаду Римської імперії та в франксько-каролінзький період писали Colonia. Це написання зустрічається в Григорія Турського, Фредегара. Згодом перетворюється на німецьке Coellen — Cölln — сучасне написання Köln, французьке та англійське Cologne.
За часів розквіту Римської імперії населення міста сягало 40 тисяч осіб, тут мирно уживалися як римляни, так і германи. Це було найбільше місто Європи на північ від Альп і свого роду «парадне вікно» чи «вітрина» Риму у варварський германський світ.
Кельн став важливим ремісничим центром. Цьому сприяла розробка у прилеглій окрузі, у першу чергу на південному сході, у гористому Айфелі, родовищ корисних копалин: свинцю, заліза, кремніє-цинкової руди, золота, міді, вугілля. Для масового виробництва посуду використовувалася якісна, зокрема біла, глина, а також пісок й інші мінерали. Гончарні майстерні будувалися спочатку в західній частині міста, поступово поширюючись за його межі. Потреби місцевого населення задовольняли будівельна справа, обробка шкіри й сукна, випічка хліба, також були бойні та інші підприємства. Через місцевий ринок відбувалася торгівля різними товарами: мед диких бджіл, хутра та шкіри, окости і гусячий пух, намивні золото і бурштин, жіноче волосся, раби, вино, породиста худоба, зерно, предмети розкоші.

### Середньовіччя
Між 455 і 459 роками Колонією Агрипіни оволоділи ріпуарські франки. Вважається, що це сталося в результаті свого роду військового перевороту, коли їх вождь, він же воєначальник на римській службі, узурпував владу в обох німецьких провінціях, його ім'я невідоме. Близько 470 року Колонія стала центром королівства першого відомого короля ріпуарських франків — Зігіберта Кельнського (пом. 508 року). Як його резиденції використовувалася частина колишнього Преторія — Aula Regia.
У битві проти алеманів, що сталася  496 року при Цюльпіхі недалеко від Кельна, Зігіберт підтримав короля салічних франків Хлодвіга, який у 486—487 роках захопив владу в провінції Бельгіка Друга. З часом Хлодвігу, який спирався на союз з ортодоксальною церквою, вдалося усунути суперників. Була знищена і Ріпуарська династія. 508 року Хлодвіга оголосили в Кельні королем усіх франків.
Після смерті Хлодвіга у 511 році та до часу володарювання Карла Великого в Кельні, поряд з Метцом (сучасна Франція), перебувала одна з резиденцій правителя Австразії. 520 року сюди разом з королем Теодоріхом I приїхав Св. Галл. Проповідник обурився впертістю жителів Кельна та околиць, які продовжували поклонятися поганським богам, і підпалив їхній храм. Від розгніваної юрби, яку насилу заспокоїв король, святий сховався в Aula Regia.
Починаючи з VI ст. на деяких франкських монетах карбували назву міста COLVNIA/COLONIA118. У Кельні знаходився центр єпископства, з 795 р. — архієпископства. У другій половині VI ст. в місті з'явився перший єпископ з франкським ім'ям — Еверігізил. Після послаблення Франкської імперії тут постає самостійне церковне володіння Кельнська архієпископія. Її очільники були найвпливовішими після Майнцького архієпископа. У часи піднесення починають будувати Кельнський собор, спорудження якого тривало століття. Під час правління імператора Фрідріха I Гогенштауфена архієпископ отримує в управління Вестфалію, яку було відібрано у Генріха Льва з династії Вельфів.
Значні підконтрольні території, вигідне становище сприяло посиленню впливу архієпископа. Водночас зростало місцеве самоврядування, представники якого намагалися обмежити самовладдя кліру. Разом з тим Кельн стає членом торговельного союзу Ганза. У політичному плані зберігає свою опозиційність імператорській владі. За реформою Карла IV Люксембурга архієпископ отримав титул курфюрста, що надавало право обирати імператора.
На початку Реформації в місті посилилася боротьба між протестантською та католицькою партіями. Лише завдяки втручанню у справи міста іспанського короля Філіпа II Габсбурга, місто та держава залишилися католицькими. У часи Тридцятирічної війни місто підтримувало Католицьку лігу. Внаслідок чого зазнало нападу шведських військ. Надалі архієпископи переважно були союзниками французьких королів з династії Бурбонів. Як самостійна держава припинило своє існування в часи Наполеонівських війн.

### Сучасність
Зараз Кельн — важливий комерційний центр, транспортний вузол з найбільш напруженим рухом залізниці та найбільшою контейнеро- та вантажозавантажувальною станцією Німеччини (Umschlagbahnhof Köln Eifeltor). Порти Рейну є одними з найважливіших європейських річкових портів.
Місто розташоване на річці Рейн. Тут знаходиться знаменитий Кельнський собор (нім. Kölner Dom) — резиденція католицького архієпископа Кельна.
Кельн — також економічна і культурна столиця регіону Рейнланд. У місті знаходиться більше ніж 30 музеїв і сотні галерей. Тут проводять численні виставки — від розкопок залишок римської цивілізації до сучасних графічних робіт і скульптури. У 2005 р. в Кельні відбувся 20-й Міжнародний день католицької молоді, яку відвідав папа Римський Бенедикт XVI. Це була одна з найбільших зустрічей молоді, де брало участь понад мільйон учасників.
В місті знаходиться найбільший в Німеччині університет — Кельнський університет, у якому навчаються 44 000 студентів. Кельнський університет — один з найстаріших університетів Європи і відомий далеко за межами Німеччини своїми факультетами економіки та інформатики. В місті знаходиться найбільша фахова вища школа (нім. Fachhochschule Köln) Німеччини з 16 500 студентами, також тут розміщені численні інші фахові вищі школи.
Історичний архів міста Кельна — один з найбільших і найбагатших міських архівів Європи. 3 березня 2009 року він провалився під землю внаслідок недбальства під час будівництва нової гілки підземного трамвая.

## Транспорт

### Автомобільний транспорт

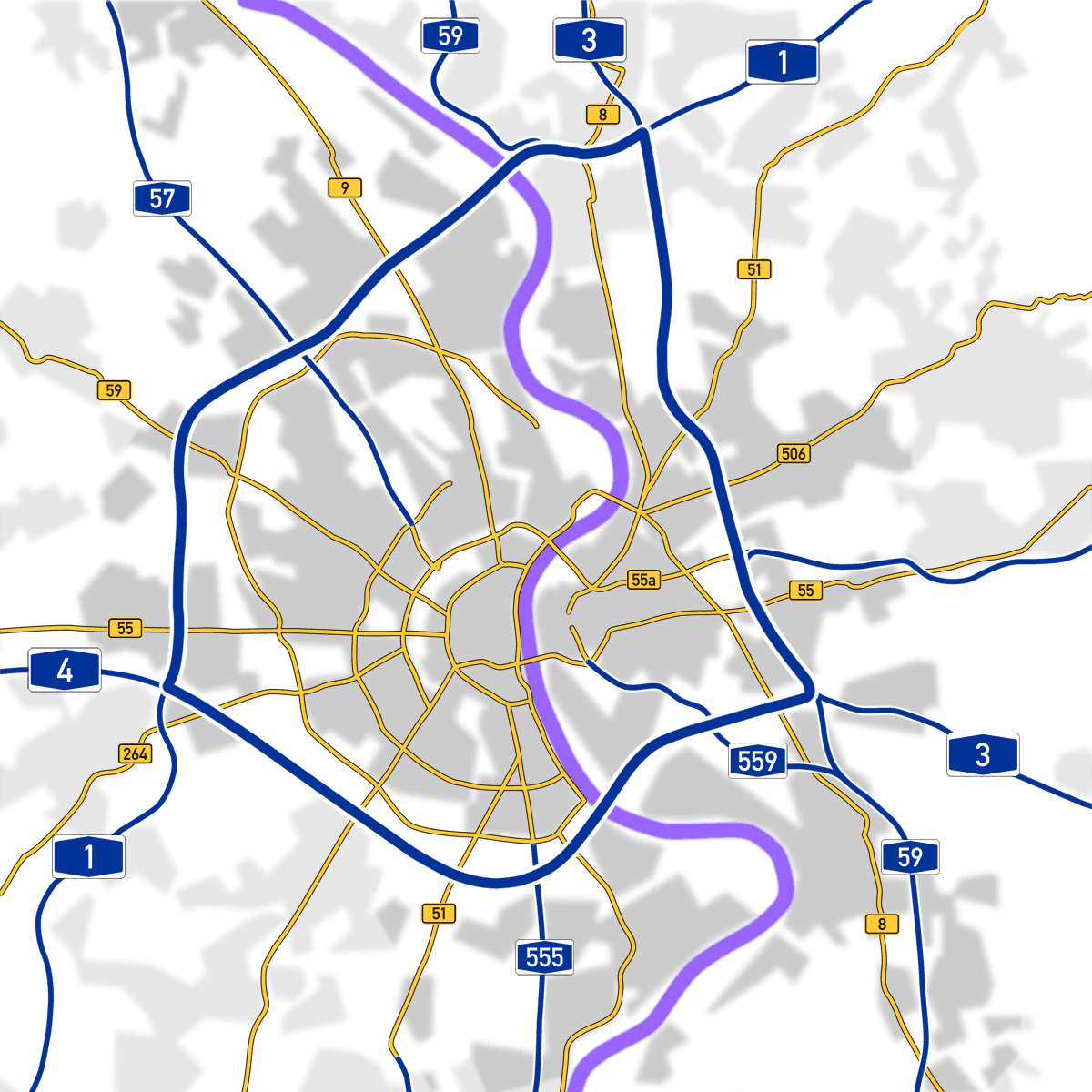
Основні дороги через Кельн і навколо нього

Будівництво доріг було головним питанням у 1920-х роках під керівництвом мера Конрада Аденауера. 
Перша німецька дорога з обмеженим доступом була побудована після 1929 року між Кельном і Бонном. Сьогодні це Автобан A555. У 1965 році Кельн став першим німецьким містом, яке повністю оточене кільцевою автострадою. Приблизно в той же час було заплановано будівництво об’їзної дороги у центрі міста (Stadtautobahn), але вона була введена в дію лише частково через спротив екологічних груп. Завершена ділянка стала Bundesstraße ("Федеральна дорога") B 55a , яка починається від Zoobrücke ("Зоопарк") і перетинається з A 4 і A 3 на розв'язці Cologne East. Попри це, більшість місцевих жителів називають його Stadtautobahn. На відміну від цього, Nord-Süd-Fahrt («Північно-Південний проїзд») був фактично завершений, нова чотири/шість смугова автострада в центрі міста, яку вже пропонував Фріц Шумахер у 1920-ті роки. Остання ділянка на південь від Ебертплац була завершена в 1972 році.
У 2005 році перша ділянка восьмисмугової автомагістралі в Північному Рейні-Вестфалії була відкрита для руху на Автобан A3, частині східної ділянки кільцевої дороги між розв'язками Кельн-Східний і Гоймар.

### Велотранспорт

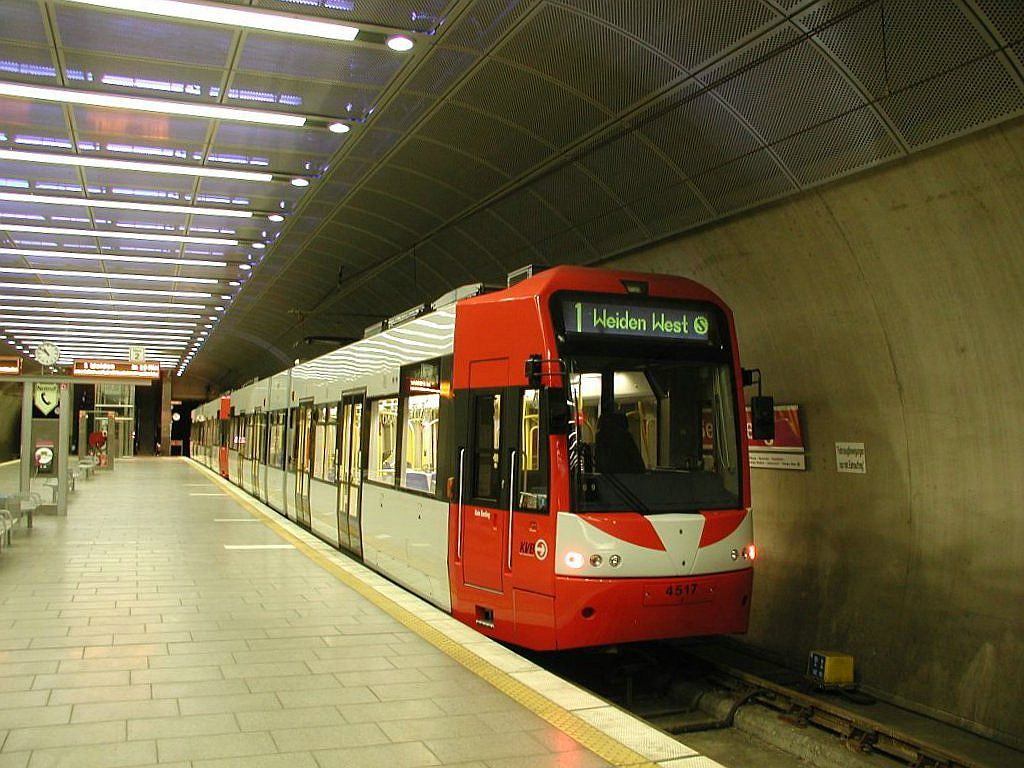
Станція Бенсберг Кельнського штадтбану

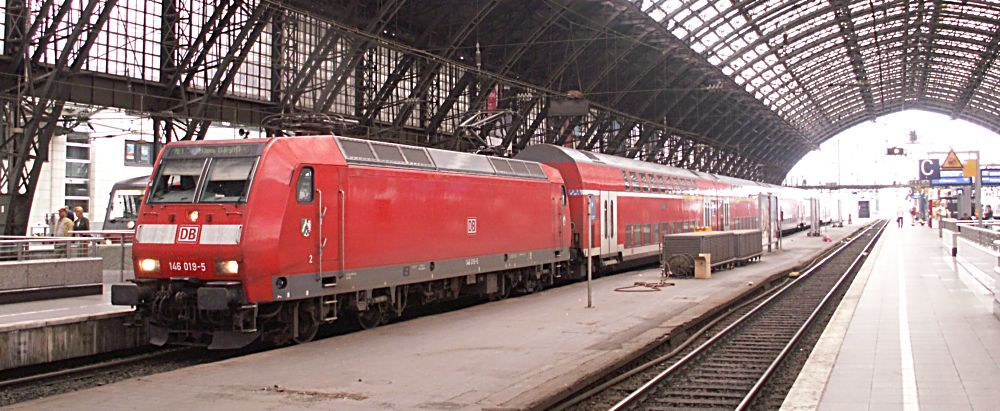
Поїзд на станції Кельн-Головний

Порівняно з іншими містами Німеччини, у Кельні транспортне сполучення не дуже зручне для велосипедистів. Він неодноразово входив до списку найгірших у незалежному оцінюванні, проведеному «Allgemeiner Deutscher Fahrrad-Club». У 2014 році він посідав 36 місце серед 39 міст Німеччини з населенням понад 200 тис.

### Залізничний транспорт
Кельн обслуговують потяги Deutsche Bahn InterCity та ICE, які зупиняються на станціях Кельн-Головний, Кельн — Мессе/Дойц та аеропорт Кельн/Бонн. Високошвидкісні поїзди ICE та TGV Thalys сполучають Кельн з Амстердамом, Брюсселем (за 1 годину 47 хвилин, 9 відправлень/день) та Парижем (за 3 години 14 хвилин, 6 відправлень/день). Здійснюються регулярні рейси поїздів ICE до інших міст Німеччини, включаючи Франкфурт-на-Майні та Берлін. 
Кельнський штадтбан, якою керує Stadtwerke Köln (KVB), є розгалуженою мережею легкорейкового транспорту, яка частково прокладена під землею та обслуговує Кельн та низку сусідніх міст. Він розвинувся з трамвайної мережі. 
S-Bahn Рейн-Рур має 5 ліній, які перетинають Кельн. S13/S19 курсує 24/7 між Кельн-Головний та аеропортом Кельна/Бонна.
Є також часті автобуси, які охоплюють більшу частину міста та прилеглі передмістя, а автобуси Eurolines курсують до Лондона через Брюссель.

### Водний транспорт
«Häfen und Güterverkehr Köln» (Порти та вантажні перевезення Кельн, HGK) є одним із найбільших операторів річкових портів у Німеччині. Це порти Кельн-Дойц, Кельн-Годорф і Кельн-Ніль I іта II.

### Повітряний транспорт
Міжнародний аеропорт Кельна — аеропорт Кельн/Бонн (CGN). Його також називають аеропортом імені Конрада Аденауера на честь першого післявоєнного канцлера Німеччини Конрада Аденауера, який народився в місті та був мером Кельна в 1917 — 1933 рр. У Кельні знаходиться штаб-квартира Європейського агентства з безпеки польотів (EASA).

## Спорт
У місті діє професійний футбольний клуб «Кельн», неодноразовий чемпіон Німеччини та володар національного Кубка.

## Клімат
Кельн знаходиться в зоні помірного клімату. У місті переважають північно-західні вітри, часто трапляються шквалисті пориви. У зимовий період температура рідко падає нижче 0 °C, заморозки трапляються при переміщенні холодних повітряних мас зі Скандинавії та Східної Європи. Літо в місті помірно тепле. Весна досить прохолодна і затяжна. Середньорічна сума опадів становить 839 мм.
| Клімат Кельна            | Клімат Кельна | Клімат Кельна | Клімат Кельна | Клімат Кельна | Клімат Кельна | Клімат Кельна | Клімат Кельна | Клімат Кельна | Клімат Кельна | Клімат Кельна | Клімат Кельна | Клімат Кельна | Клімат Кельна |
| Показник                 | Січ.          | Лют.          | Бер.          | Квіт.         | Трав.         | Черв.         | Лип.          | Серп.         | Вер.          | Жовт.         | Лист.         | Груд.         | Рік           |
| Абсолютний максимум, °C  | 16,2          | 20,7          | 25,3          | 30,8          | 32,4          | 36,8          | 37,2          | 38,3          | 32,2          | 27,6          | 20,2          | 16,7          | 38,8          |
| Середній максимум, °C    | 5,4           | 6,7           | 10,9          | 15,2          | 19,4          | 22            | 24,5          | 24,1          | 19,9          | 15,1          | 9,5           | 5,9           | 14,9          |
| Середня температура, °C  | 2,5           | 2,9           | 6,3           | 9,7           | 14            | 16,6          | 18,8          | 18,1          | 14,5          | 10,6          | 6,2           | 3,3           | 10,3          |
| Середній мінімум, °C     | −0,5          | −0,6          | 2,1           | 4,3           | 8,3           | 11,1          | 13,4          | 12,8          | 9,9           | 6,9           | 3,2           | 0,5           | 6             |
| Абсолютний мінімум, °C   | −25           | −20           | −13,4         | −8,8          | −7,2          | −0,5          | 2,9           | 1,9           | −1,3          | −6,1          | −10,4         | −18           | −25           |
| Норма опадів, мм         | 62            | 54            | 65            | 54            | 72            | 91            | 86            | 75            | 75            | 67            | 67            | 71            | 839           |
| ------------------------ | ------------- | ------------- | ------------- | ------------- | ------------- | ------------- | ------------- | ------------- | ------------- | ------------- | ------------- | ------------- | ------------- |
| Джерело: Погода і Клімат |               |               |               |               |               |               |               |               |               |               |               |               |               |

## Музеї Кельна
- Музей Вальрафа-Ріхарца
- Римсько-германський музей
- Кельнський музей Шоколаду (Schokoladenmuseum Köln)
- Музей парфумів (Будинок Фаріни)
- Музей Вальрафа-Рікарца (Wallraf-Richartz-Museum)
- Музей мистецтв(Museum of Applied Art Cologne)
- Людвіґ музей (Museum Ludwig)
- Музей мистецтв Колумба (Kolumba)
- Музей Раутенстрауха-Йоеста (Rautenstrauch-Joest-Museum)
- Музей Шнютген (Schnütgen Museum)
- Музей-сокровищница Кёльнского собора (Domschatzkammer)
- Історичний музей EL-DE Haus.
- Німецький спортивний і Олімпійський музей
- Музей історії медицини Кельна (Medizinhistorisches Museum Köln)
- Музей мистецтва Східної Азії (Museum für Ostasiatische Kunst)
- Міський музей Кельна (Kölnisches Stadtmuseum)
- Романо-германський музей у Бельгійському будинку (Römisch-Germanisches Museum im Belgischen Haus)
- Магазин гірчиці (Historische Senfmühle)
- Музей геології (GeoMuseum)
- Товариство сучасного мистецтва (Gesellschaft für Moderne Kunst)
- Кельнська художн асоціації на мосту (Die Brücke Kölnischer Kunstverein)
- Художній музей Боннська Музейна Миля (Kunstmuseum Bonn Museumsmeile)
- Музей Кельнської фортеці (Kölner Festungsmuseum)
- Німецький музей клинків (Deutsches Klingenmuseum)
- Музей німецького кіно (DFF - Deutsches Filminstitut & Filmmuseum)
- Фонд культури SK.Колекція фотографій (Die Photographische Sammlung/SK Stiftung Kultur)
- Неандертальський музей (Neanderthal Museum)
- Музей Рейнської промислової залізниці (Rheinisches Industriebahn-Museum)
- Світи тіла (Körperwelten)
- Музей СуперКенді попап (Supercandy Pop-Up Museum)
- Музей Кете Кольвіц (Käthe Kollwitz Museum)
- Музей Раутенстрауха-Йоеста (Rautenstrauch-Joest-Museum)

## Особи, пов'язані з містом
- Агріппіна Молодша (15—59) — дружина римського імператора Клавдія, сестра Калігули, мати імператора Нерона.
- Хлодвіг I (бл. 466—511) — король франків.
- Анно II (1010—1075) — церковний і державний діяч Священної Римської імперії, 18-й архієпископ Кельна, католицький святий.
- Бруно Кельнський (1030—1101) — богослов, католицький святий, засновник Ордену картузіанців.
- Альберт Великий (1193?—1280) — домініканський чернець, філософ, теолог, видатний представник середньовічної схоластики.
- Герард фон Ріла, (або Майстер Герхард, 13 ст.) перший архітектор Кельнського собору.
- Тома Аквінський (1225—1274) — філософ і теолог, систематизатор ортодоксальної схоластики, засновник томізму.
- Штефан Лохнер (1400—1451) — німецький художник, або майстер Стефан Кельнський, майстер перехідної доби від Середньовіччя до Відродження.
- Марія Медічі (1575—1642) — королева Франції, що померла в Кельні, де в кінці життя перебувала у вигнанні.
- Пітер Пауль Рубенс (1577—1640) — художник, що народився в Німеччині.
- Йост ван ден Вондел (1587—1679) — нідерландський поет і драматург.
- Адольф Абель — архітектор, спроєктував «Messeturm».
- Жак Оффенбах (1819—1880) — французький композитор.
- Макс Брух (1838—1920) — німецький композитор і диригент.
- Отто Вільгельм Томе (1840—1925) — німецький ботанік і ботанічний художник-ілюстратор.
- Герман Йозеф Клейн (1844—1914) — німецький астроном і метеоролог.
- Макс Ернст (1891—1976) — німецький художник і скульптор.
- Гельмут Греттруп (1916—1981) — німецький інженер-ракетник, спеціаліст з систем управління.
- Генріх Белль (1917—1985) — німецький письменник
- Ніко (1938—1988) — вокалістка, композитор, автор текстів, акторка
- Удо Кір (*1944) — німецький актор.

## Галерея

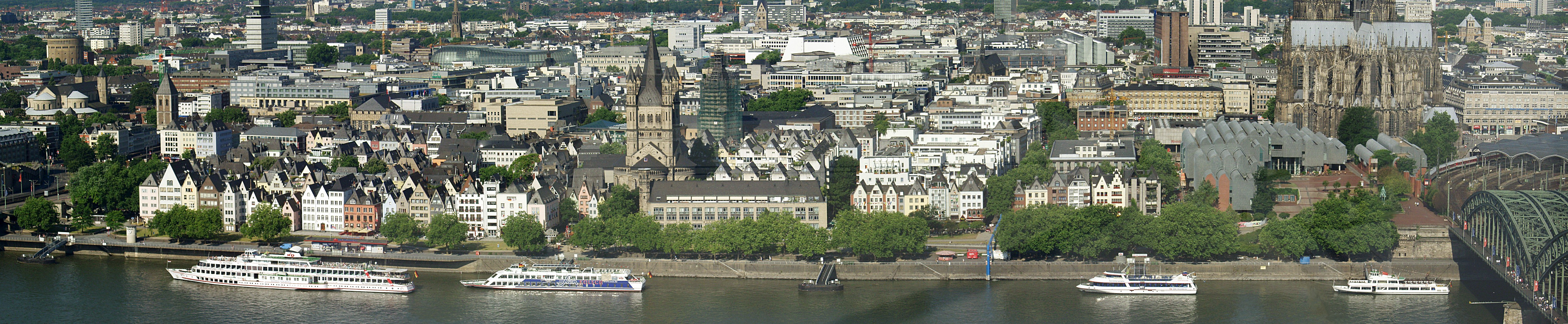
Панорама центру міста

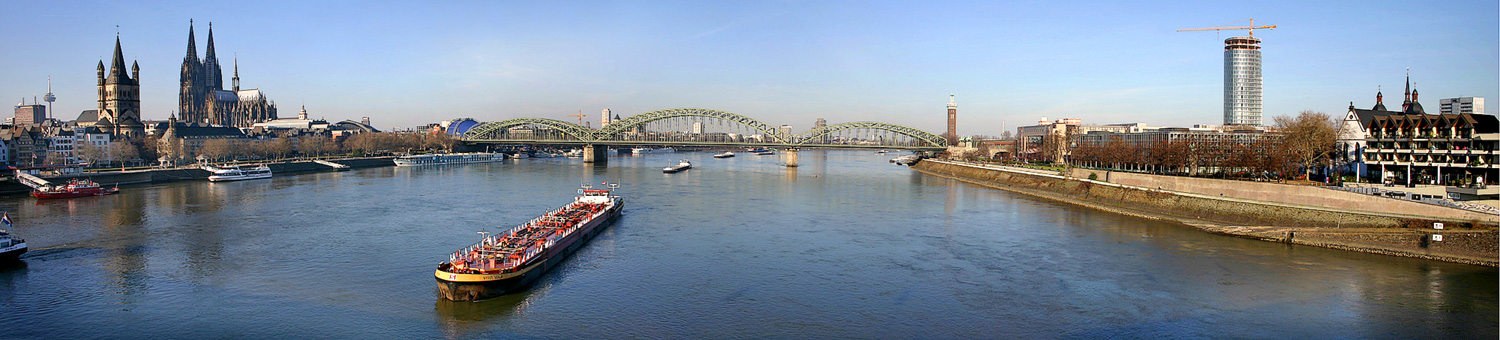
Вид на місто з мосту Дойц

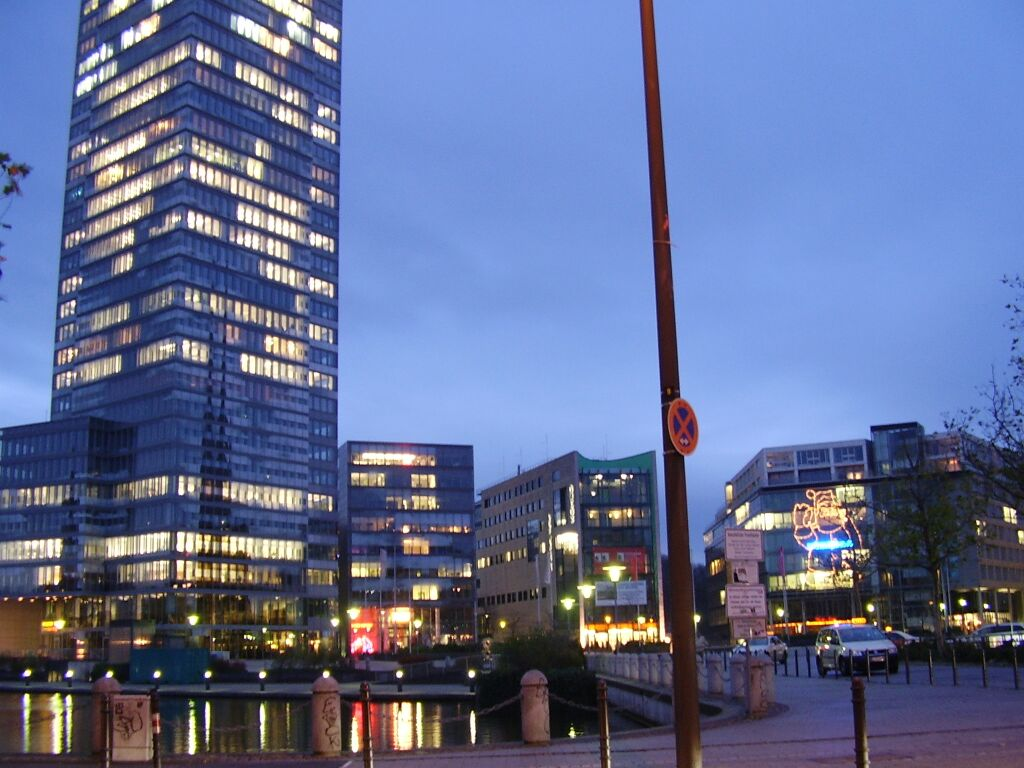
Площа в центрі Кельна
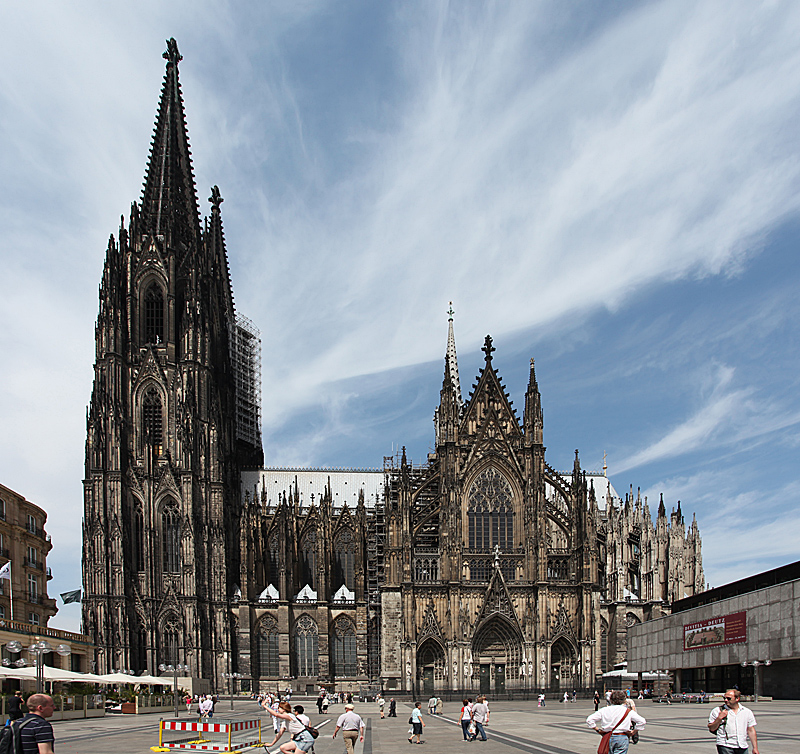
Кельнський собор
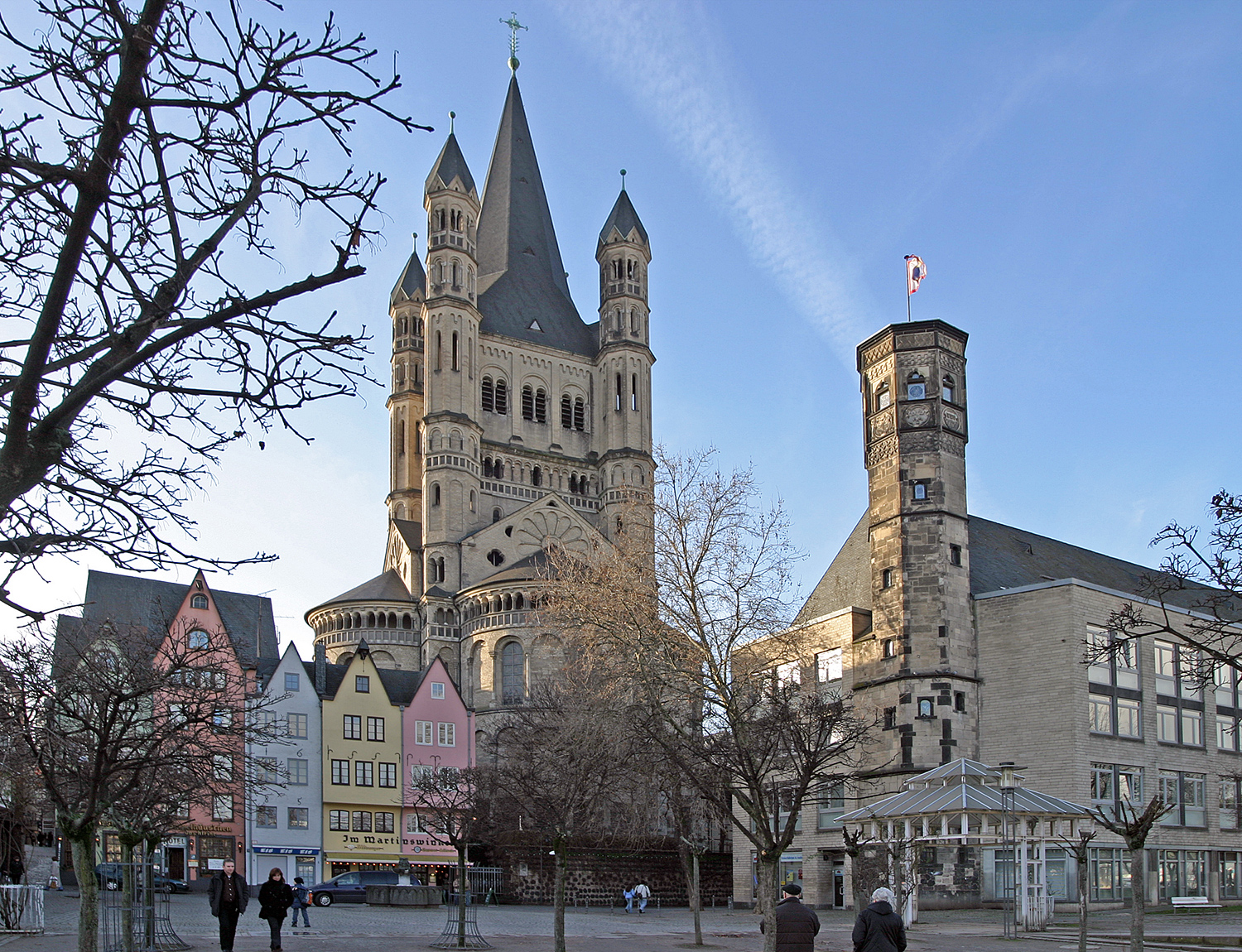
Церква Святого Мартіна
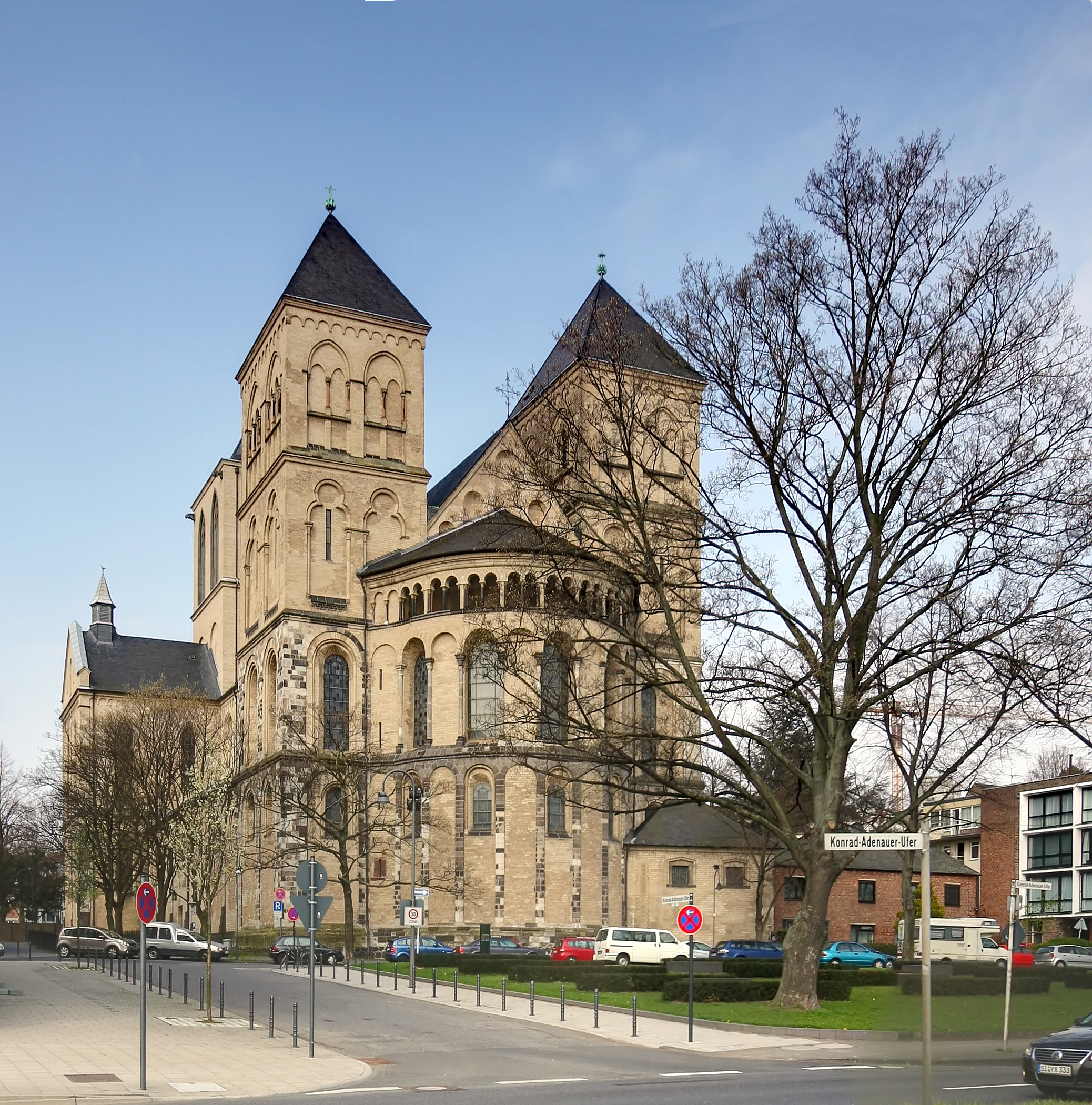
Церква Святого Куніберта
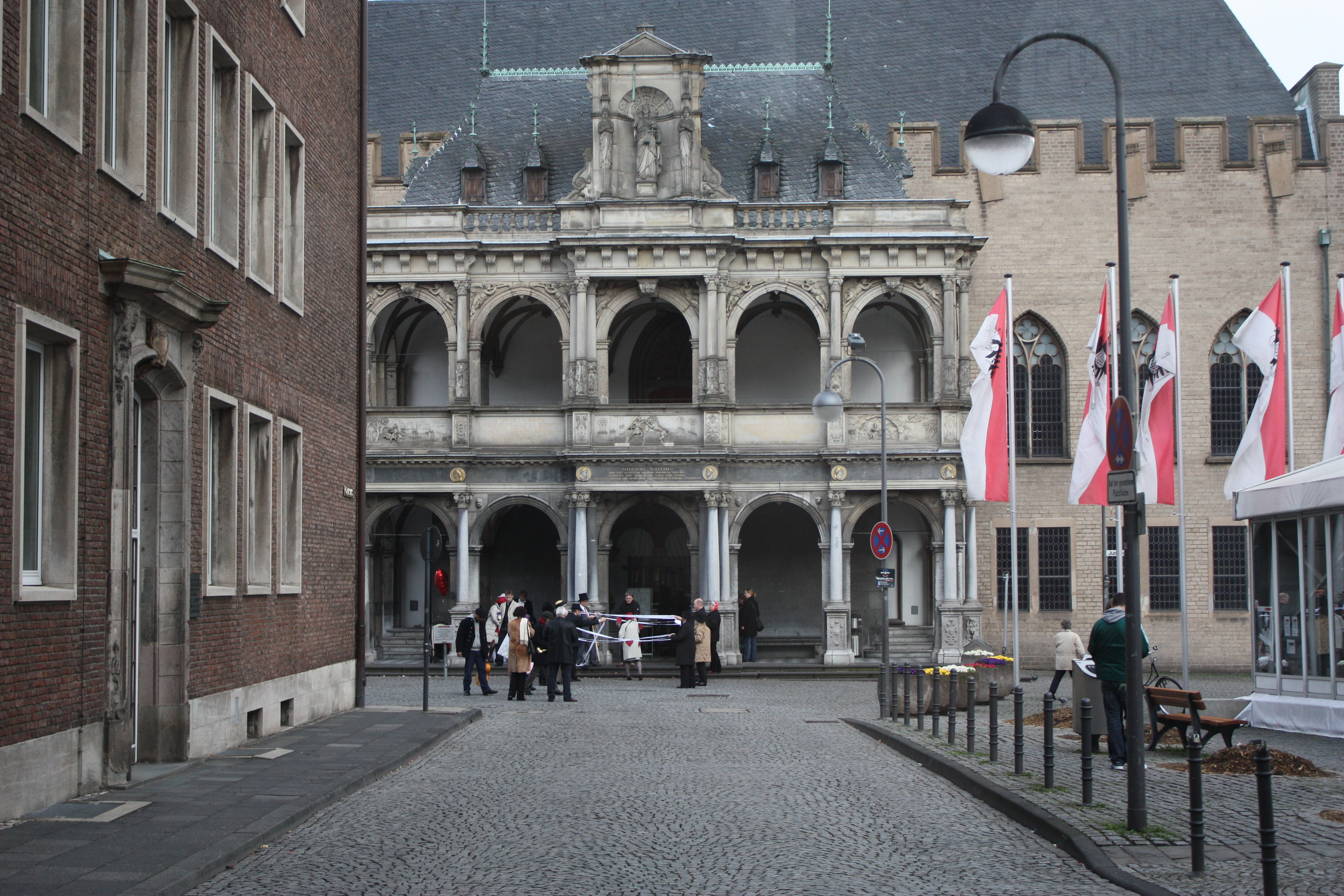
Ратуша
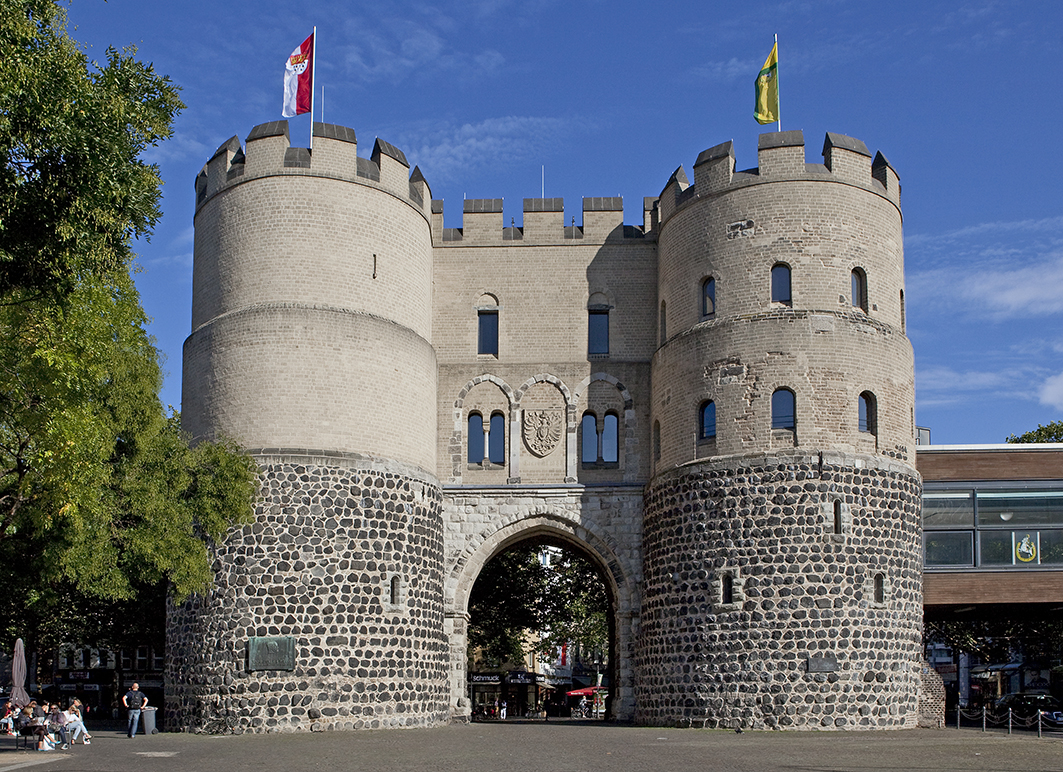
Брама Ганенторбург
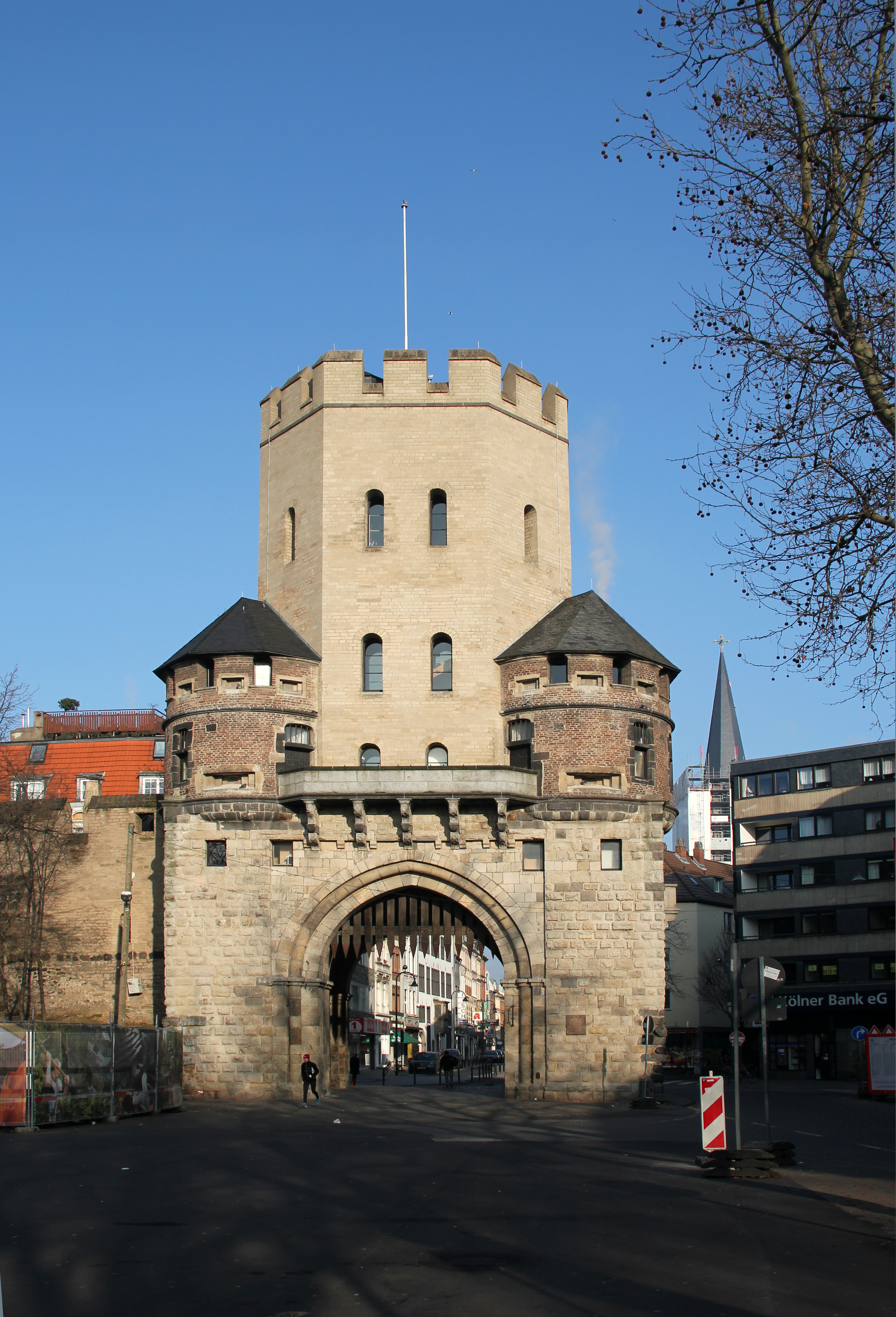
Брама Святого Северіна
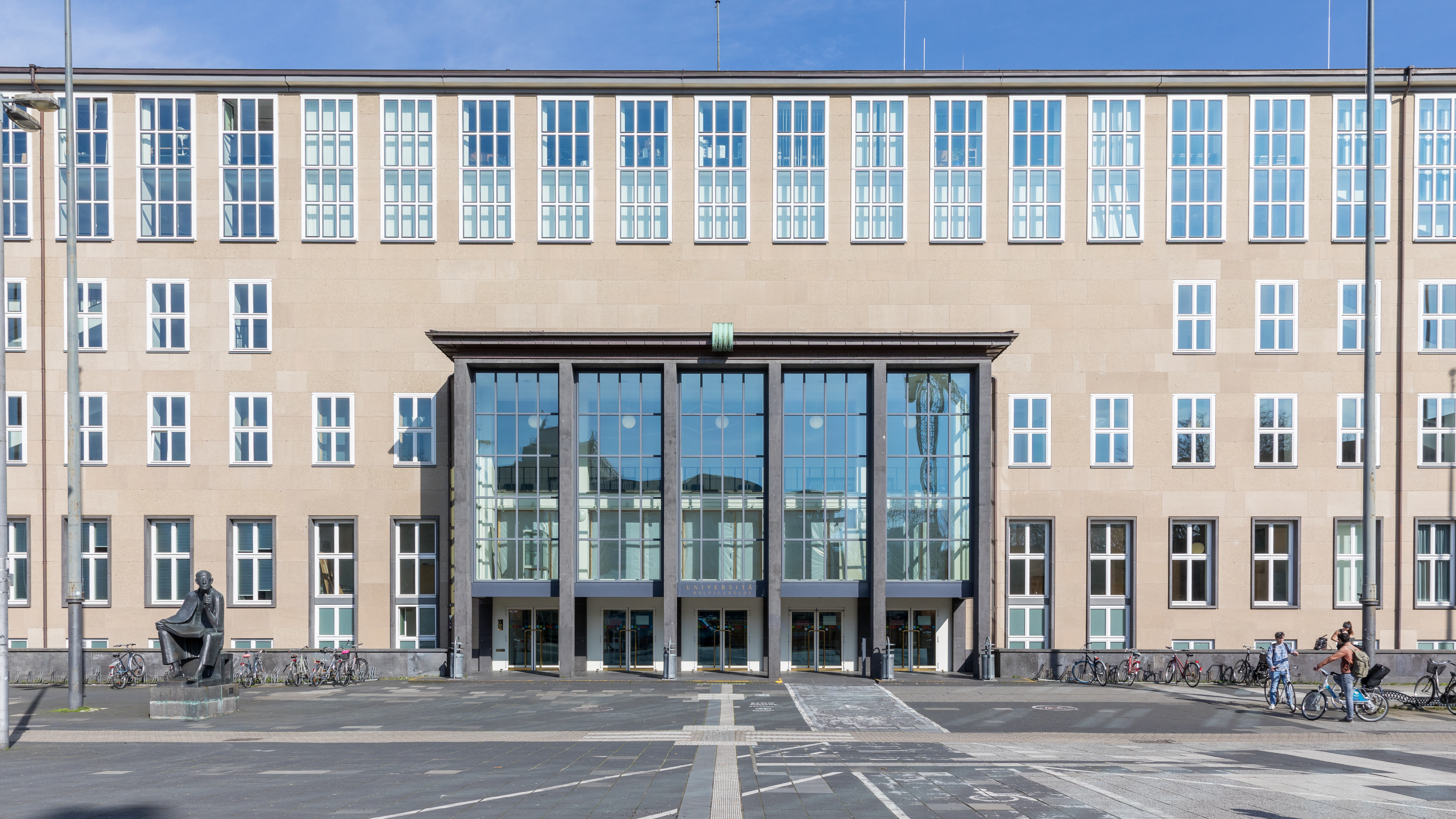
Кельнський університет
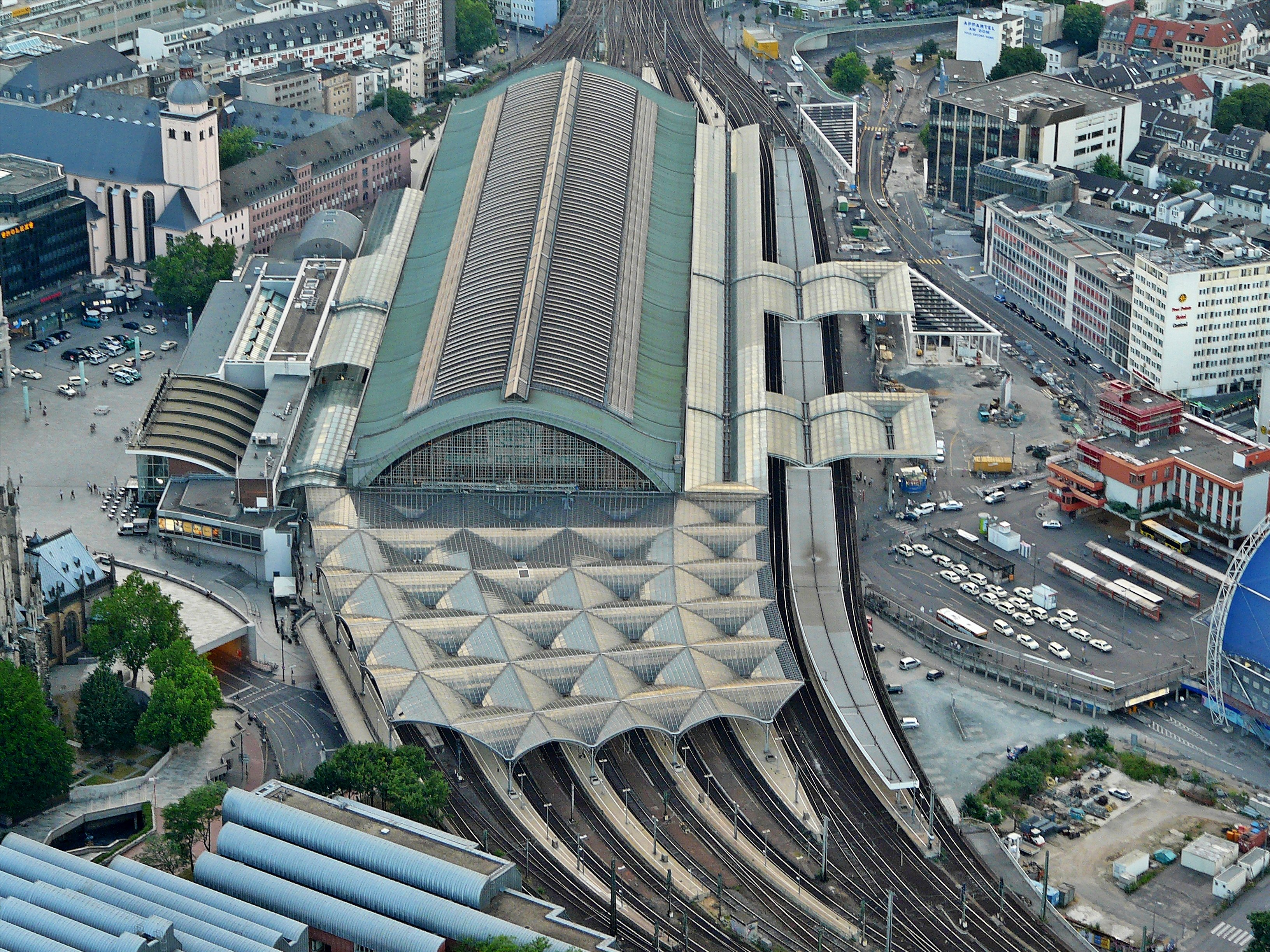
Залізничний вокзал